# L’Alcúdia de Crespins
L’Alcúdia de Crespins település Spanyolországban, Valencia tartományban. L’Alcúdia de Crespins Canals, Montesa, Valencia és Xàtiva községekkel határos. Lakosainak száma 5438 fő (2024).

## Népesség
A település népessége az utóbbi években az alábbiak szerint változott:
| Lakosok száma | 4335 | 4786 | 4929 | 5230 | 5304 | 5231 | 5108 | 5157 | 5224 | 5438 |
|               | 2001 | 2004 | 2007 | 2009 | 2012 | 2014 | 2017 | 2019 | 2022 | 2024 |